# Harold Masursky
Harold Masursky (23 de dezembro de 1922 — 24 de agosto de 1990) foi um geólogo e astrônomo estadunidense.